# Damernas fristående i gymnastik vid olympiska sommarspelen 1972
Damernas fristående i gymnastik vid olympiska sommarspelen 1972 avgjordes den 27-31 augusti i Olympiahalle, München.

## Medaljörer
| Gren                | Guld                      | Silver                              | Brons                           |
| Damernas fristående | Olga Korbut Sovjetunionen | Ljudmilla Turisjtjeva Sovjetunionen | Tamara Lazakovitj Sovjetunionen |

## Resultat

### Final
| Placering | Gymnast                     | C     | O     | Kval  | Final | Totalt |
| --------- | --------------------------- | ----- | ----- | ----- | ----- | ------ |
|           | Olga Korbut (URS)           | 9,600 | 9,750 | 9,675 | 9,900 | 19,575 |
|           | Ljudmilla Turisjtjeva (URS) | 9,800 | 9,700 | 9,750 | 9,800 | 19,550 |
|           | Tamara Lazakovitj (URS)     | 9,700 | 9,600 | 9,650 | 9,800 | 19,450 |
| 4         | Karin Janz (GDR)            | 9,500 | 9,700 | 9,600 | 9,800 | 19,400 |
| 5         | Ljubov Burda (URS)          | 9,500 | 9,500 | 9,500 | 9,600 | 19,100 |
| 5         | Angelika Hellmann (GDR)     | 9,400 | 9,600 | 9,500 | 9,600 | 19,100 |